# Ichneumon egregiafacialis
Ichneumon egregiafacialis är en stekelart som beskrevs av Henry Lorenz Viereck 1905. Ichneumon egregiafacialis ingår i släktet Ichneumon och familjen brokparasitsteklar. Inga underarter finns listade i Catalogue of Life.